# 索连生
索连生（1942年—），北京市人，满族，中华人民共和国政治人物，第十一届全国人民代表大会北京地区代表。
毕业于北京机械学院中专部。中国共产党党员。2008年，当选为全国人大代表。